# 기인 (전한)
기인(其仁, ? ~ 기원전 90년) 또는 변인(卞仁)은 전한 중기의 제후로, 개국공신 기석의 후손이다.

## 생애
원봉 원년(기원전 110년), 아버지 기장의 뒤를 이어 비산후(埤山侯)에 봉해졌다.
정화 3년(기원전 90년), 어머니와 함께 무고에 연루되었고, 대역죄로 요참에 처하였다.

## 출전
- 사마천, 《사기》 권18 고조공신후자연표
- 반고, 《한서》 권16 고혜고후문공신표